# Homebase
A Homebase a 4. stúdióalbuma az amerikai hip-hop duó D.J. Jazzy Jeff & The Fresh Prince-nek. Az album 1991. július 23-án jelent meg, és a 12. helyen nyitott az amerikai Billboard 200-as listán. A Top R&B Hip-Hop album listán pedig az 5. helyezett volt. Az album platina helyezést ért el 1992-ben az amerikai Zenei díjkiosztón, ahol a Legjobb Rap/Hip-Hop album kategóriában lett befutó. A kritikusok kedvező fogadtatásban részesítették.

## Információk
A "Summertime" című dal a második legjobb Grammy-díjra jelölt dal volt 1992-ben, melyet meg is kaptak. Will Smith elismerte, hogy a dalban megpróbálta a hangját a szokásosnál mélyebbre venni, mivel sok rajongónak tetszett ez az előadásmód. A dal a Billboard Hot 100-as listán a 20. helyezett volt, a Hot R&B listán is a 22. helyre sikerült kerülnie.

## Az album dalai
LP  Németország Jive – ZL 74 939, Jive – ZL74 939
Első oldal
1. "I'm All That" - 3:44
2. "Summertime" - 4:30
3. "Things That U Do" - 4:56
4. "This Boy Is Smooth" - 4:58
5. "Ring My Bell" - 4:44
6. "A Dog Is a Dog" - 4:29

Második oldal
1. "Caught in the Middle (Love & Life)" - 4:19
2. "Trapped on the Dance Floor" - 3:52
3. "Who Stole the D.J." - 4:09
4. "You Saw My Blinker" - 4:14
5. "Dumb Dancin'" - 4:55
6. "Summertime (Reprise)" - 2:05

## Felhasznált zenei alapok
A Dog Is a Dog
- "Man's Best Friend" by George Clinton
- "Atomic Dog" by George Clinton

Caught in the Middle (Love & Life)
- "Think (About It)" by Lyn Collins
- "Drop It in the Slot" by Tower of Power

Dumb Dancin'
- "Good to Me" by Otis Redding

I'm All That
- "Richard Pryor Dialogue" by Richard Pryor
- "Give It to Me Baby" by Rick James

Ring My Bell
- "Ring My Bell" by Anita Ward
- "Sgt. Pepper’s Lonely Hearts Club Band (Reprise) by The Beatles

Summertime
- "Summer Madness" by Kool & the Gang

The Things That U Do
- "I Don't Know What This World Is Coming To" by The Soul Children

Trapped on the Dance Floor
- "Get Off Your Ass and Jam" by Funkadelic
- "Trapped" by Colonel Abrams
- "Give It Up or Turnit a Loose (Remix)" by James Brown

You Saw My Blinker
- "Slide" by Slave
- "Bring It Here" by Wild Sugar

Who Stole the D.J.
- "Different Strokes" by Syl Johnson
- "Hot Pants (Bonus Beats)" by Bobby Byrd

## Slágerlista
| Slágerlista (1991)                                           | Legjobb helyezések |
| ------------------------------------------------------------ | ------------------ |
| Kanada Canadian Albums Chart                                 | 33                 |
| Új-Zéland New Zealand Albums Chart                           | 43                 |
| Egyesült Királyság UK Albums Chart                           | 69                 |
| Amerikai Egyesült Államok Billboard 200                      | 12                 |
| Amerikai Egyesült Államok Top R&B/Hip-Hop Albums (Billboard) | 5                  |

## Kislemezek
| Év   | Dal                  | Slágerlistás helyezés |                       |
| Év   | Dal                  | US Pop                | Hot R&B/Hip-Hop Songs |
| ---- | -------------------- | --------------------- | --------------------- |
| 1991 | Summertime           | 4                     | 1                     |
| 1991 | Ring My Bell         | 20                    | 22                    |
| 1992 | The Things That U Do | —                     | 43                    |

## Minősítések
| Ország                    | Minősítés | Eladások  |
| ------------------------- | --------- | --------- |
| Amerikai Egyesült Államok | Platina   | 1.000.000 |